# 527
Năm 527 là một năm trong lịch Julius.